# 漢利福爾斯 (明尼蘇達州)
漢利福爾斯（英語：Hanley Falls）是一個位於美國明尼蘇達州耶洛梅德辛縣的城市。

## 歷史
隨著鐵路沿綫的發展，漢利福爾斯於1884年成立，1892年建制，得名自一鐵路公司老闆。漢利福爾斯的郵局自1887年營運至今。

## 人口
根據2020年美國人口普查的數據，漢利福爾斯的面積為0.65平方千米，皆為陸地。當地共有人口243人，而人口密度為每平方千米374人。